# Římskokatolická farnost Růžená
Římskokatolická farnost Růžená je územní společenství římských katolíků s farním kostelem svaté Maří Magdalény v děkanství jihlavském.

## Historie farnosti
První písemná zmínka o obci pochází z roku 1483. V tomto roce byl jmenován na růženskou faru administrátorem kněz Jakub.

## Duchovní správci
Administrátorem excurrendo byl od září 2004 R. D. Mgr. Tomáš Caha. S platností od srpna 2018 byl ve farnosti ustanoven administrátorem excurrendo P. ThLic. Damián Jiří Škoda, OP. Dne 1. srpna 2022 se administrátorem farnosti stal R. D. Martin Mokrý.

## Bohoslužby
| Kostel               | Místo  | Bohoslužba (den) | Hodina      | Poznámka     |
| -------------------- | ------ | ---------------- | ----------- | ------------ |
| svaté Maří Magdalény | Růžená | neděle čtvrtek   | 10.00 18.00 | farní kostel |

## Aktivity ve farnosti
Dnem vzájemných modliteb farností za bohoslovce a bohoslovců za farnosti brněnské diecéze je 6. květen. Adorační den připadá na 26. dubna.
Každoročně se ve farnosti koná tříkrálová sbírka. V roce 2017 dosáhl výtěžek sbírky v Třešti a okolí 160 137 korun.